# Epedanus lutescens
Epedanus lutescens is een hooiwagen uit de familie Epedanidae.